# ایلامی خطی
ایلامی خطی (ایلامی زنجیره‌ای یا آغاز ایرانی جدید) دبیره‌ای هجایی بود که از نیاایلامی به دست آمده بود. این دبیره در سراسر فلات ایران پیدا شده است از این رو به این خط ایرانی باستان نیز گفته می‌شود. دبیرهٔ ایلامی خطی برای مدت زمان کوتاه اواخر هزارهٔ سوم پیش از میلاد، در میان سال‌های ۲۳۰۰ تا ۲۲۲۰ پیش از میلاد به کار می‌رفت، هرچند که تاریخ اختراعش به پیش از آن بازمی‌گردد.
غالباً ادعا می‌شود که این خط یک سازوکار نوشتاری هجایی است که از خط و زبان مأخوذ خودش، نیاایلامی الگو گرفته‌است. فرانسوا دِسه و همکاران معتقدند که این قدیمی‌ترین سیستم نوشتاری کاملاً آوایی شناخته شده است، اما بعضی دیگر مانند دکتر مایکل مِیدر می‌گویند تا حدی نیز لوگوگرافی است.
تصور بر این است که استفاده از این دبیره، در حدود ۲۱۰۰ سال قبل از میلاد و همزمان با مرگ پادشاه کوتیک اینشوشیناک، آخرین فرمانروای سلسله پادشاهی اوان در شوش منسوخ شده باشد و در همین دوران بود که شوش، توسط سلسله سوم اور مورد یورش قرار گرفت و این در حالی بود که ایلام (هلتمتی)، همچنان تحت کنترل پادشاهی سیماشکی باقی ماند.
خط ایلامی خطی با توجه به نشانه‌های محدود و همچنین منطق آوایی و دقت بالای آن، کارآمدتر و در نتیجه پیشرفته‌تر از سیستم‌های نگارش معاصر است. با این حال، سیستم‌های نگارشی را نه بر اساس ارزش‌های ما، بلکه بر اساس توانایی‌شان در خدمت به نیازهای افرادی که از آنها استفاده می‌کردند، در نظر گرفت.

## رمزگشایی
ایلامی خطی تنها تا اندازه‌ای رمزگشایی شده بود، که توسط بورک (۱۹۰۵) و فرانک (۱۹۱۲) آغاز شده و بیش‌تر آن به دست والتر هینتس بوده‌است. به نظر می‌رسد که ایلامی خطی از ۸۰ نشانه ساخته شده باشد و بر ستون‌های عمودی، از بالا به پایین نوشته می‌شد که از چپ به راست می‌رفت.
دبیرهٔ ایلامی خطی به تازگی و پس از سال‌ها پژوهش و کوشش پژوهشگران در مقاله‌ای که در مجلهٔ «Zeitschrift für Assyriologie und Vorderasiatische Archäologie» به چاپ رسیده، رمزگشایی شده است.
مقاله‌ای فارسی از فرانسوا دسه دربارهٔ رمزگشایی این خط در روزنامهٔ شرق منتشر شده است.
آژیده مقدم، در مقاله ای که در آن، سعی در رمزگشایی این خطوط داشت، دبیره های نیاایلامی، ایلامی باستان و دبیره های مکشوفه در جیرفت را با یکدیگر مرتبط می‌داند.

## نوشتارهای شناخته‌شده
تا سال ۲۰۲۱، بیش از ۵۲ قطعه و نوشتهٔ ایلامی خطی کشف شده است که متعلق به سه دستهٔ ایرانی شرقی، ایرانی مرکزی و ایرانی غربی اند.

## نظام نگارش هندسی لوح‌های کُنارصَندَل جنوبی در جیرفت؛ نظریۀ «جدول مادر»
آژیده مقدم آغازگر روشی از پژوهش در تاریخ مطالعات خطوط باستانی است که طی آن ساختمان بیرونی نظام نگارشی لوح های کُنارصندل جنوبی جیرفت در کنار مجموعه نشانه‌های خط ایلامی زنجیره‌ای (خطی) در مقایسۀ عمومی با ایلامی آغازین (نیاایلامی) در یک نظام هندسی مورد بررسی قرار گرفت. این پژوهش در واقع تمامی نشانه‌های هندسی در دیگر خطوط کهن، چون سومری آغازین و خط درۀ سِند و کِرِت را نیز شامل می‌شود. وی تأکید دارد که عنوان «هندسی» را نه صرفاً بر مبنای شکل نشانه‌ها، بلکه بنا بر تحلیل روند شکل‌گیری آنها در یک نظام منسجم هندسی بر این خطوط نهاده است. این پژوهش را بنا بر تحلیل‌های هوشمندانۀ آن باید کلید بررسی شاخه‌های مهمی از نظام‌های نگارش باستانی به ویژه با نشانه‌های هندسی دانست، همچنان‌که نویددهندۀ دستیابی به منشأ ساختمان خطوط میخی نیز شمرده می‌شود.
ایشان در مجموعه مطالعات خود در مورد لوح های کُنار صندل جیرفت، بنیان هندسی نشانه‌های خطوط ایلامیِ آغازین و ایلامیِ زنجیره‌ای را مورد بررسی موشکافانه قرار داد. نتیجه این بررسی دستیابی به پی‌ریخت این خطوط پیرامون دو شکل پایه‌ای «خط و نقطه» در طرحی نظام‌مند بود که وی آن را «جدول مادر» نامید. به نظر او، خطوط ایلامی آغازین و زنجیره‌ای در اصل یک نظام نگارشی واحد بوده‌اند که نوع و تعداد نشانه‌ها در آنها در طول زمان دستخوش تحول شده است. مقدم منشأ خط میخی را نیز در همین نظام نگارشی جُست و آن را حاصل «برگردان تصویر بر سطح در جدول مادر» و «شکست اجزای تشکیل‌دهندۀ آن جهت تجسم دوباره با خطوط راست» دانست. به نظر وی، خط سوزنی وجهی کهن‌تر از همین روش با استفاده از نقطه به جای خط است.

## نظریات و نامگذاری‌های تازه

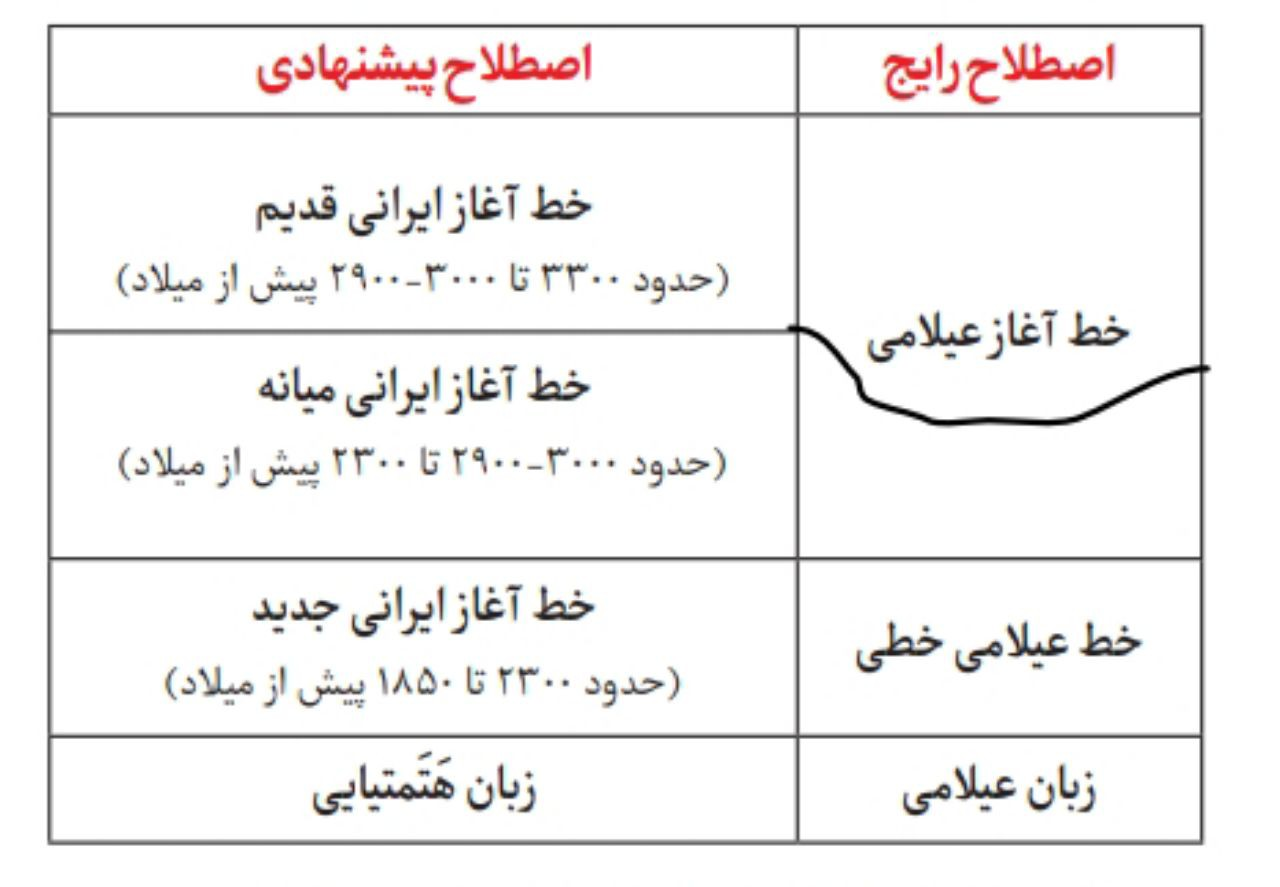

شبکهٔ الفبایی-هجایی ایلامی خطی، در حدود سال ۲۳۰۰ پیش از میلاد ناگهان ظاهر نشده است و خط‌های نیاایلامی و ایلامی خطی احتمالاً دو سیستم نگارشی متفاوت نبوده‌اند، بلکه یک سیستم در دو مرحلهٔ زمانی متفاوت از تکامل بوده‌اند. این مراحل تکامل را می‌توان به ترتیب به عنوان نگارش «آغاز ایرانی قدیم» (حدود ۳۲۰۰ تا ۲۹۰۰ پیش از میلاد) و نگارش «آغاز ایرانی جدید» (۲۳۰۰ تا ۱۸۸۰ پیش از میلاد) نامید. بر مبنای این فرضیه خطوط آغاز ایلامی و ایلامی خطی به ترتیب مرحلهٔ قدیمی و مرحله جدید از یک سیستم نگارش یکسان می‌باشند.

## احیای ایلامی خطی
در طول یک برنامهٔ پژوهشی دوساله در Atelier National de Recherche Typographique، سینا فکور، بر اساس تجزیه و تحلیل نوشته‌های روی کتیبه‌های مختلف، یک فونت کامپیوتری برای نوشتار ایلامی خطی طراحی کرد. فونت هَتَمتی  شامل حدود ۳۰۰ نشانه است که تبادل و تکثیر دیجیتالی نوشتار ایلامی خطی را میسر می‌سازد. در این پژوهش همچنین نقش ابزار حکاکی و جنس کتیبه‌ها در کیفیت نمادهای حکاکی شده مورد بررسی قرار گرفته است. این پروژه به عنوان بخشی از برنامه تحقیقاتی Missing Scripts و با همکاری فرانسوا دسه انجام شده است.

## یادداشت
1. ↑  دبیرهٔ نیاایلامی
2. ↑  دبیرهٔ ایلامی خطی